# Psilotreta orientalis
Psilotreta orientalis är en nattsländeart som beskrevs av Hwang 1957. Psilotreta orientalis ingår i släktet Psilotreta och familjen böjrörsnattsländor. Inga underarter finns listade i Catalogue of Life.